# Vesicularia dubyana
El musgo de Java, Vesicularia dubyana, es una planta acuática de agua dulce originaria de los países del sudeste asiático, incluyendo la Isla de Java, que le ha dado su nombre. Es muy comúnmente utilizada en acuarios de agua dulce, aunque también puede ser utilizada en acuarios de agua salobre. El nombre  "musgo de Java" se usa para otras especies de musgo usadas en acuariofilia que no son V. dubyana, como Taxiphyllum barbieri  y otras especies de ambos géneros. 
Las especies vendidas bajo el nombre de "musgo de Java" comparten ciertas características. Carecen de raíz, pero pueden adherirse con facilidad a muchas superficies incluyendo troncos, rocas, grava e incluso vidrio y equipo eléctrico dentro del acuario. Son fáciles de cuidar ya que no necesita de grava, fertilizantes ni luces intensas y es tolerante respecto al pH y a la dureza del agua. Estas características, aunadas al hecho de que la planta es estéticamente placentera, han hecho del musgo de Java una planta popular entre los acuaristas.
La reproducción de esta planta, tanto en la naturaleza como en acuarios se realiza fundamentalmente por división. 
El musgo de Java forma un entramado de finos tallos, por lo que es una planta muy útil para proteger a peces pequeños, incluyendo alevines, de otros más grandes que los pueden devorar.